# Can Prats (Òrrius)
Can Prats és una obra d'Òrrius (Maresme) inclosa a l'Inventari del Patrimoni Arquitectònic de Catalunya.

## Descripció
Masia formada per planta baixa, pis i golfes. La coberta és a dues aigües. A la planta baixa hi ha un portal rodó amb dovelles de pedra granítica, a cada costat hi ha una finestra, la de l'esquerra és molt petita i la de la dreta és amb llindar recte. Al primer pis hi ha tres finestres igual que les altres. Els angles de la casa també són de carreus de pedra. Al costat del portal d'entrada hi ha un banc de pedra i un cavalcador i un angle de la teulada hi ha una garita de defensa aquesta està sostinguda per motllures. Envolta la casa un pati que fa d'era.

## Història
Aquesta masia és del segle xv però guarda documents del xiii.